# 鈴木仁 (1999年)
鈴木仁（日语：／ Suzuki Jin；1999年7月22日—），日本男演員、模特兒，身高183cm，事務所是Amuse。
2018年，他在《花過天晴～花樣男子 Next Season～》內飾演「成宮一茶」而備受注目。

## 簡歴
鈴木仁於2014年所屬公司 Amuse 舉行的試鏡會中進入決賽，後獲挑選以藝人身份出道。2016年，他通過第31屆 MEN'S NON-NO 模特兒甄試，奪得亞軍而成為該雜誌專屬模特兒，2017年4月則參演首套日本電視劇《反轉》裡「相良了平」一角。

## 人物
- 興趣是足球。

## 演出作品

### 電視劇
- 2017年：（TBS）《反轉》 飾 相良了平
- 2018年：（TBS）《花過天晴～花樣男子 Next Season～》 飾 成宮一茶
- 2019年：（NTV） 《3年A班－從此刻起，大家都是我的人質－》飾 里見海斗
- 2021年：（CX）《GIVEN 被贈與的未來》 飾 上山立夏
- 2021年：（TELASA）《我們殺死最愛的你》 飾 尾崎元
- 2021年：（EX）《被擦掉的初戀》 飾 相多颯人
- 2022年：（MBS）《前男友←RETRY》 飾 主演・平子楓
- 2023年：（Netflix）《只想告訴你》飾 三浦健人
- 2023年：（TX）《再會了，美好時光》飾 主演・廣瀨圭一
- 2024年：（CX）《大奧》飾 久我信道
- 2025年：（CX）《復仇男友～溺愛社長的真面目～》飾 主演・佐鳥駿
- 2025年：（NTV）《廢柴經紀人！-我來管理廢柴的藝人-》 飾 小野寺勉

### 電影
- 2017年：（松竹）《心中吹起的風》 飾 高中時期的日高涼介
- 2017年：（松竹）《哥哥太愛我了怎麼辦》 飾 早川前輩
- 2019年: 《小小戀歌》 飾 新川大裏
- 2020年：《透視畫男孩，全景畫女孩》飾 神奈川健一
- 2022年：《萌男友是柑橘色》飾 姫野恒星
- 2025年：《塗鴉日記》飾 今ちゃん

## 外部連結
- （日文）鈴木仁的Instagram帳戶
- （日文）鈴木仁 - AMUSE 娛樂官方簡介 （页面存档备份，存于）
- （日文）鈴木仁 - MEN'S NON-NO 官方簡介 （页面存档备份，存于）
- （日文）鈴木仁的官方Twitter帳戶 （页面存档备份，存于）